# Periclimenes infraspinis
Periclimenes infraspinis är en kräftdjursart som först beskrevs av M. J. Rathbun 1902.  Periclimenes infraspinis ingår i släktet Periclimenes och familjen Palaemonidae. Inga underarter finns listade i Catalogue of Life.